# Australophantes
Australophantes là một chi nhện trong họ Linyphiidae.